# Mateus da Conceição
Frei Mateus da Conceição (Santa Cruz das Flores, 4 de outubro de 1585 — Santa Cruz das Flores, 16 de março de 1653), nascido Baltasar Coelho, foi um frade franciscano, pregador e lente de Teologia, que entre outras funções eclesiásticas foi o 1.º provincial da Província de São João Evangelista das Ilhas dos Açores.

## Biografia
Baltasar Coelho nasceu na vila de Santa Cruz das Flores, filho de Mateus Coelho da Costa e de Catarina de Fraga Rodovalho, membros da pequena aristocracia florentina. Foi irmão do cronista frei Diogo das Chagas e do padre Inácio Coelho. Foi enviado pela família para a cidade de Angra, onde completou os primeiros estudos, ingressando, por volta de 1598, no Real Colégio da Companhia de Jesus de Angra. No seus estudos no colégio dos jesuítas revelou notáveis dotes de inteligência, e perante a inclinação religiosa do jovem, foi convidado a ingressar na Companhia de Jesus, mas declinou o convite por considerar não ser essa a sua vocação. Considerou como um indício do destino ter nascido em dia de São Francisco de Assis, o que o levou a ingressar a 6 de março de 1602 como noviço franciscano no Convento de São Francisco da então Vila da Praia, fazendo profissão a 7 de março de 1603. Como sinal da nova vida espiritual, mudou o nome de baptismo, Baltasar, para Mateus da Conceição, nome pelo qual ficaria conhecido.
Os franciscanos resolveram aproveitar o talento demonstrado por frei Mateus da Conceição e investir na sua formação religiosa e intelectual. Continuou os seus estudos no Convento de São Francisco de Angra, sendo de seguida enviado para os colégios franciscanos de Coimbra e de Xabregas. Nomeado pregador em 1614, partiu para o Congo na companhia de D. frei Simão Mascarenhas, bispo daquela diocese entre 1623 e 1624. No Congo foi nomeado visitador-geral do bispado, tendo elaborando uma cronologia sucessória dos reis do Congo. Após o falecimento daquele bispo, partiu para o Brasil e daí regressou à ilha Terceira, onde chegou em 1625.
Após o seu regresso foi nomeado lente de Teologia, tendo lecionado entre 1627 e 1639 nos colégios de Angra, Xabregas, Coimbra e Évora, sendo considerado um dos melhores pregadores seráficos do seu tempo. Os seus conhecimentos de latim levaram a que no capítulo da então custódia franciscana das ilhas dos Açores, celebrado em Ponta Delgada a 14 de julho de 1629, sob a presidência do custódio frei Pedro dos Santos, fosse escolhido para tratar secretamente, junto da Santa Sé, a separação da custódia açoriana da Província dos Algarves, onde então se inseria. Tal implicaria a constituição dos Açores em nova província franciscana, solução que os dirigentes franciscanos portugueses consideravam inviável e negativa para os interesses da Ordem em Portugal. Apesar disso, munido dos documentos necessários e com o apoio do então bispo de Angra, D. João Pimenta de Abreu, intentou ir a Roma, mas foi impedido por um aviso anónimo, que revelava a manobra, dirigido dos Açores aos superiores portugueses.
Apesar da tentativa se ter gorado, 8 anos depois, em 1637, e quando já lecionava no Convento de Xabregas, fez nova tentativa de chagar à Santa Sé, coroada de sucesso com o envio a Roma do frade arrábido frei João dos Mártires, que conseguiu o apoio de alguns cardeais, nomeadamente do influente cardeal jesuíta Roberto Bellarmino, depois feito santo e Doutor da Igreja. Por essa via conseguiu que o papa Urbano VIII, por breve de 12 de julho de 1638, desmembrasse a custódia açoriana da Província dos Algarves e criasse a Província de São João Evangelista das Ilhas dos Açores.
Logo que se soube ter sido criada a Província de São João Evangelista das Ilhas dos Açores, pelo motu proprio de Urbano VIII datado de 12 de junho de 1639, a reação dos frades do Convento de Xabregas foi dura, tentando travar a separação, fazendo chegar a Filipe III de Portugal a acusação de serem os frades dos Açores partidários de D. António, Prior do Crato. Conseguiram mesmo de Miguel de Vasconcelos, secretário do Conselho de Estado, a ordem de prisão que, em 1639, levou frei Mateus da Conceição a ser encarcerado em Évora. Entretanto frei Mateus da Conceição fora nomeado ministro provincial por patente de 26 de julho de 1639, assinada por frei Juan Merino López, 65.º ministro geral da Ordem Franciscana, que a governou de 1639 a 1645.
Apesar do apoio de frei Diogo das Chagas, que fez diversas tentativas para conseguir a liberdade do irmão, frei Mateus da Conceição só saiu do calabouço passados 14 meses, e ainda assim libertado em consequência do 1.º de Dezembro de 1640. Reabilitado junto de D. João IV de Portugal pelos esforços de D. Rodrigo de Melo, que exercia funções de Justiça em Évora, e de um irmão deste, D. Francisco de Melo, marquês de Ferreira, em 1641 foi finalmente autorizado a partir para os Açores e tomar posse da sua província.
Chegou à ilha Terceira, tendo desembarcado na Praia a 30 de maio de 1641, por em Angra estar o Castelo de São Filipe ainda por render, celebrando, a 29 do mês seguinte, o primeiro capítulo da nova Província no Convento de Nossa Senhora da Conceição de Ponta Delgada.
O seu mandato foi curto, pois em 1643 foi acometido por doença súbita, pelo que em 1645 foi substituído no cargo e retirou-se para a sua ilha das Flores natal, onde faleceria oito anos depois com reputação de santidade. Foi sepultado no Convento de São Boaventura, em Santa Cruz das Flores.